# Oleh Plotnytskyy
Oleh Iouriyovytch Plotnytskyy (en ukrainien : Олег Юрійович Плотницький) est un joueur ukrainien de volley-ball né le 5 juin 1997 à Vinnytsia. Il joue réceptionneur-attaquant.
Son épouse est la volleyeuse ukrainienne Anna Stepaniuk. Le 9 juillet 2021 est né leur fils Sviatoslav.

## Palmarès

### Clubs
Coupe d'Ukraine:
- 2015

Championnat d'Ukraine:
- 2016, 2017

Challenge Cup:
- 2019

Supercoupe d'Italie:
- 2019, 2020

Championnat d'Italie:
- 2021

Coupe d'Italie:
- 2022[2]

### Équipe nationale
Championnat d'Europe masculin des moins de 21 ans:
- 2016

Ligue européenne:
- 2021

### Distinctions individuelles
- 2016: MVP et meilleur réceptionneur Championnat d'Europe masculin des moins de 21 ans